# ADNOC
ADNOC (англ. Abu Dhabi National Oil Company; араб. شركة بترول أبو ظبي الوطنية) — група газо-нафтовидобувних компаній, яка займає провідне становище в ОАЕ і світі.
ADNOC працює у всіх секторах газової і нафтової індустрії, включаючи добування (буріння на суші і в морі), технічне забезпечення робіт, транспортування танкерами, розподіл нафти і нафтопродуктів. Група компаній ADNOC складається з трьох головних компаній, зайнятих в осн. нафтою (Abu Dhabi Company for Onshore Oil Operations — ADCO, Abu Dhabi Marine Operating Company — ADMA-OPCO, Zakum Development Company — ZADCO), п'яти сервісних компаній, що спеціалізуються на наданні послуг для газової і нафтової індустрії, трьох спільних підприємств для повного використання отриманого газу, двох судноплавних компаній для транспортування сирої нафти і продуктів переробки та компанії по розподілу готової продукції.
Abu Dhabi Company for Onshore Oil Operations (ADCO) — найбільша в північній частині Перської затоки нафтовидобувна компанія. У сфері її діяльності — пошук, буріння, видобуток і експортні операції в еміраті Абу Дабі і на мілководді.
Abu Dhabi Marine Operating Company (ADMA-OPCO) займається розвідкою, розробкою і видобутком нафти та газу на шельфі емірату Абу Дабі і на родовищах Умм Шайф і Закум. Вся видобута нафта і газ транспортується на острів Дас, де знаходяться газо- і нафтосховища компанії, для подальшої переробки, складування і експорту: на острові обладнаний сучасний термінал.
Zakum Development Company — ZADCO), заснована в 1977 році. Займається розробкою найбільшого у світі родовища Верхній Закум, родовищ в Умм аль-Дальх і Сатах. Видобуток здійснюється спільно з ADNOC і Japan Oil Development Company (JODCO).
| Прапор ОАЕ | Це незавершена стаття про Об'єднані Арабські Емірати. Ви можете допомогти проєкту, виправивши або дописавши її. |